# Őcsényi református templom
Az őcsényi református templom Őcsény központjában álló, egyhajós, késő barokk stílusban épült műemlék református templom.

## Története
Az Őcsény főterén álló református templom már a község harmadik református temploma. Építésére a helytartótanács két évi kérvényezés után 1781. augusztus 1-jén adta meg az engedélyt, de torony nélkül. A templom 1782-ben készült el Eötvös Ráczkevi János esperes-lelkész idejében, virágos festésű kazettás mennyezettel. Az eseményt egy úgynevezett kronosztikonos latin nyelvű táblán örökítették meg, amelynek különlegessége, hogy a szövegben szereplő római számokat összeadva a templom elkészültének évszámát kapjuk meg. Ez a tábla jelenleg is látható a sekrestye bejárata fölött. A tornyot 1793-ban építették fel. 1800-ban öntöttek Pesten egy 5 mázsás harangot, 1808-ban pedig megöntötték a 9 mázsa 90 font tömegű nagyharangot. 1811-ben negyed évnyi munkával készült el Budán a toronyóra. Számlapja a korra jellemzően fehér alapú, rajta fekete római számokkal, érdekessége, hogy a maival ellentétes módon a nagymutató mutatja az órákat, míg a kismutató a perceket. Az óra egy úgynevezett fertályos óra, mivel képes volt negyedóránként harangütéssel jelezni az időt. A szerkezet Joseph Hilbinger mester egyik utolsó alkotása, mivel a többek közt a szegedi városháza toronyóráját is készítő mester még abban az évben elhunyt. Az óraszerkezet hosszú időn át működésképtelen volt egy kisebb műszaki hiba miatt, de a naponta szüksége kézi felhúzás sem kedvezett az üzemben tartásának. 2023-tól a felújítást követően ismét működőképes, és újra harangütéssel jelzi a negyed- és egész órákat.
1846-ban készült el a templom első orgonája. 1856-ban felújítják a tornyot, az akkori lelkész rézborítást javasol rá, de a hívek a bádog mellett döntenek. 1862-63 folyamán javítják a fedélszéket, amikor kiderül, hogy a födémgerendákat is cserélni kell. Ekkor került egyszerű vakolt mennyezet a korábbi festett kazettás helyére. A festett deszkák egy részét a karzatfeljárók oldalai őrizték meg, ami egyedülálló a Sárközben, mivel a sárközi református templomok festett kazettás mennyezeteiből egyedül itt őrződött meg egy-egy eredeti részlet. 
1889. április 4-én a „dühöngő orkán” a fél tetőt ledobja, ami újabb terheket rótt a gyülekezetre. 1897-ben készül el a torony rézkupolája, amikor eklektikus jegyeket is kap a templom. 1902-ben a régi harangok felhasználásával helyükre új nagyharangot és egy kisebbet öntetnek. 1904-ben az egyházközség egy új 1040 sípos orgonát készíttetett a pécsi Angster orgona- és harmóniumgyárral. 

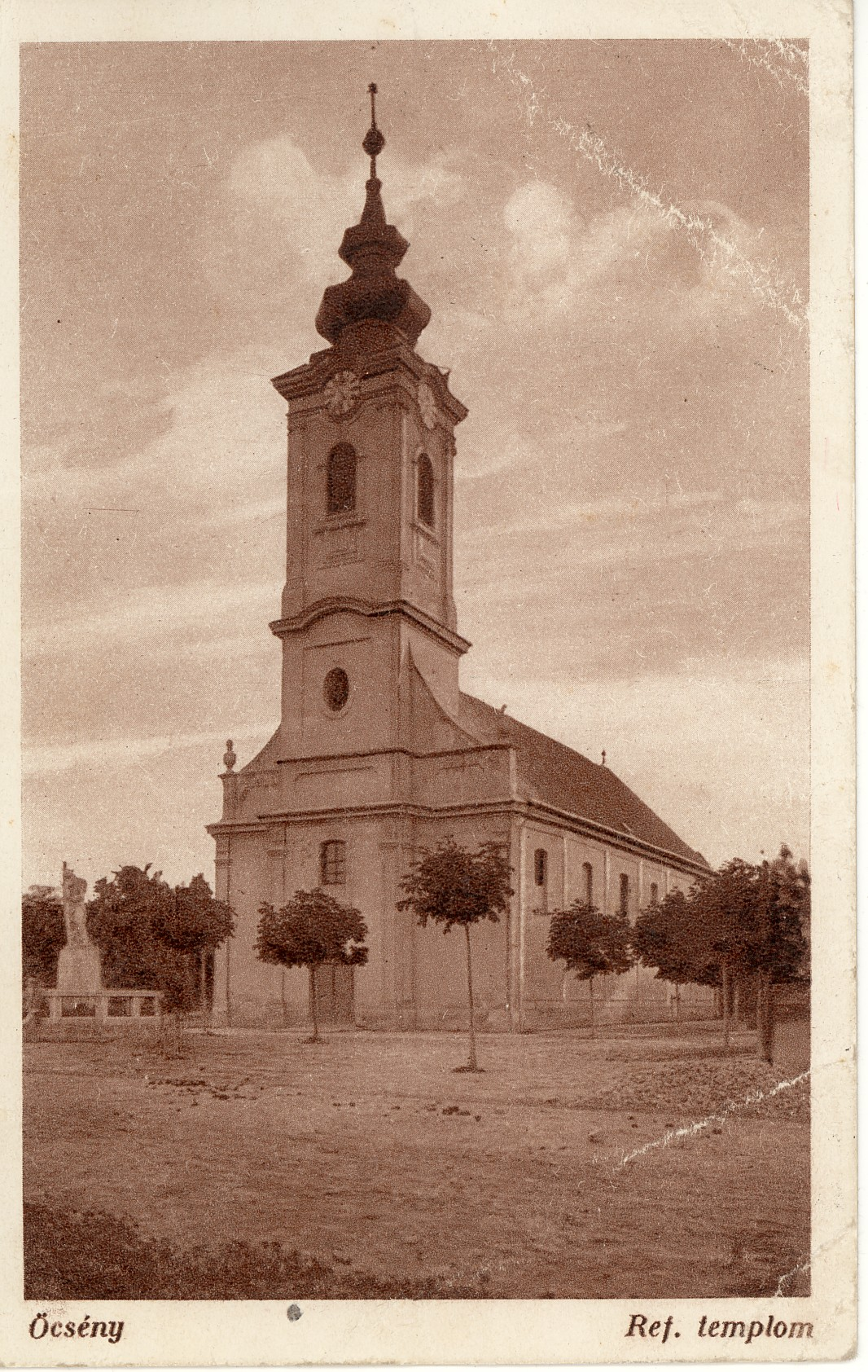
Az őcsényi református templom egy korabeli fényképen.

Az első világháború nem kímélte meg a harangokat. 1916. augusztus 18-19-én a hadvezetőség háborús célokra elszállította nagy- és a kisharangot. Mivel a nagyharangot egészben nem tudták kiszerelni, ezért a toronyban lett szétverve, és ledobálták a darabjait. Az első világháború után az őcsényi áldozatainak emlékművét a templom előtti téren állították fel. 1922 októberéig csak a 370 kilós harang volt egymagában. 1922-ben az egyházközség pótolta az elrekvirált harangokat, a két új harangot az Országos Harangművek (más néven az Ecclesia Harangművek) öntödéjében készítette Supka Ferenc mester. Az új nagyharang súlya 10 mázsa volt, mérete közel akkora volt, mint a mai templomajtó, míg a kis harang 280 kg-ot nyomott. 1944-ben a nagyharang ismét nem kerülte el a sorozást, egy hosszú búcsúharangozás után szétverték, majd elszállították és hadi célokra felhasználták, így a második világháború áldozata lett. A megmaradt két harang villamosítását 1979-ben végezték el. A szocializmus évei alatt buszfordulót építtetett a tanács a templom köré, de mivel ez komoly statikai problémákat okozott, így a buszfordulót felszámolták. Szintén ilyen okból vágták ki a templom körüli öreg gesztenyefákat az elmúlt évtizedben. 2015-ben a templomot felvették a Tolna megyei értéktár épített környezet kategóriájába.
Jelenleg a toronyban három harang lakik: az 1902-ben készült 3 mázsa 70 kilós és az 1922-ben készült 2 mázsa 80 kilós harang. 2004-ben az éppen 60 éve elhurcolt nagyharang helyére került fel az egykoron a településhez tartozó őcsényi szőlőhegyi harang, melyet 1936-ban öntettek közösen az őcsényi és a bogyiszlói hívek adományaiból. 2004-ben került sor a harangok lengővázának  és csapágyazásának a cseréjére, valamint korszerű, műholdas vezérlőrendszerrel való ellátásukra. 
Több évnyi előkészítést követően egy pályázat keretében 2020-ban egy komolyabb külső felújítás kezdődött el, amely nyár végére befejeződött. Ennek során teljes külső festésre, az elektromos hálózat cseréjére, a torony felújítására és egy templom körüli járda kiépítésére is sor került. A száz évesnél is idősebb faragott ajtók, valamint a toronyóra számlapjai is restaurálva lettek.  A rekonstrukciós munkálatokra nyert összeg mintegy 50 millió forintot tett ki. Ez év őszén egy fásítási program keretében gömbszivarfákat telepítettek a templom köré.
A templomot eddigi története során összesen hétszer renoválták. Évek szerint először 1856-ban, majd 1862 és 1863 között, aztán 1886-ban, 1897-ben, 1937-ben, majd közel 50 év után 1982-ben és 1983-ban, végül 2020-ban.

## Érdekességek
Az őcsényi református templomban festette Csók István a Keresztelő (egyes forrásokban Őcsényi keresztelő) című képét 1902-ben. A képen szereplő személyek mind létező helyi lakosok voltak, viszont a templom belső berendezése a valóságossal ellentétben a másik oldalon lett ábrázolva. A kép másolatát kiállították a templomban is.

## A harangok
A templom tornyában jelenleg három harang van, amelyeket különböző öntők öntöttek.
Nagyharang
- hangja: G1 -21 (21 centtel mélyebb a tiszta G1 hangtól)
- súlya: 370 kg
- felirata: Öntette az Őcsényi Reform. Egyház. Készítette Höhnig Frigyes Aradon 1902.
- Öntötte Hőnig Frigyes Aradon, 1902-ben.

Középső harang 
- hangja: H1 -24
- súlya: 280 kg
- felirata: Öntette az Őcsényi Ref. Egyh. 1922, Az Országos harangművek öntött engem.
- Öntötte az Országos Harangművekben Supka Ferenc Budapesten, 1922-ben.

Szőlőhegyi harang / Kisharang 
- hangja: E2 -14
- súlya: 115 kg
- felirata: Soli Deo gloria - Egyedül Istené a dicsőség, Öntette az Őcsényi Református Egyház a szöllőhegyi és a bogyiszlai hívek kegyes adományainak felhasználásával 1936. évben, Szilágyi Béla lelkipásztorsága idején, Öntötte Szlezák László harangöntő, Magyarország aranykoszorús mestere
- Öntötte Szlezák László Budapesten, 1936-ban.[14]

## Elérhetőségek
- Levélcím: 7143 Őcsény, Hősök tere 1.
- E-mail: ocseny@reformatus.hu
- Honlap: Őcsényi Református Egyház Archiválva 2009. április 8-i dátummal a Wayback Machine-ben
- Telefon: 74/950 649

## Galéria

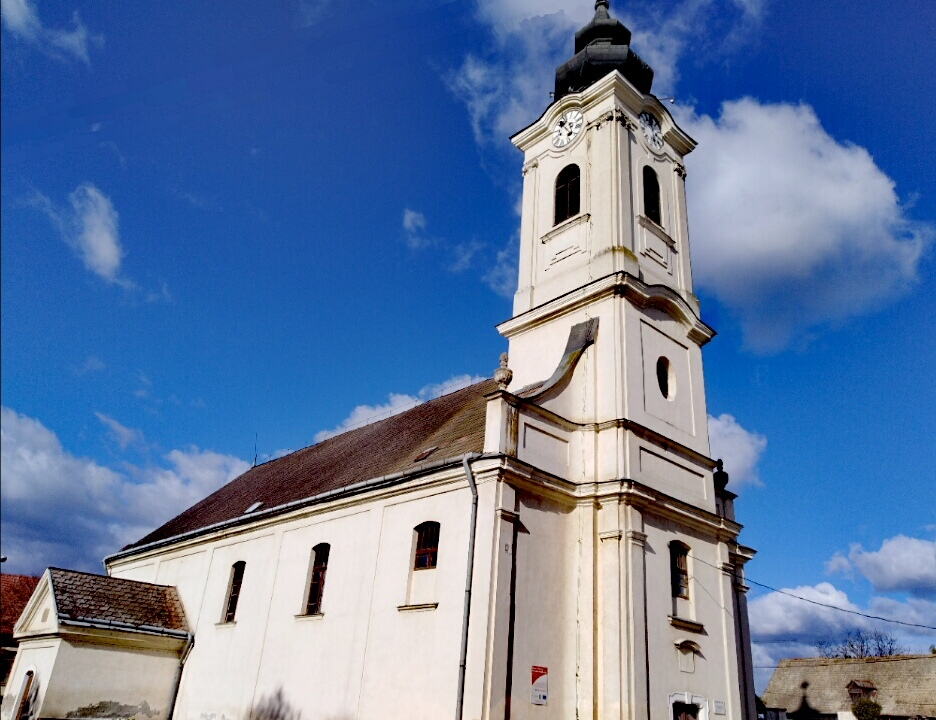
A templom 2017-ben
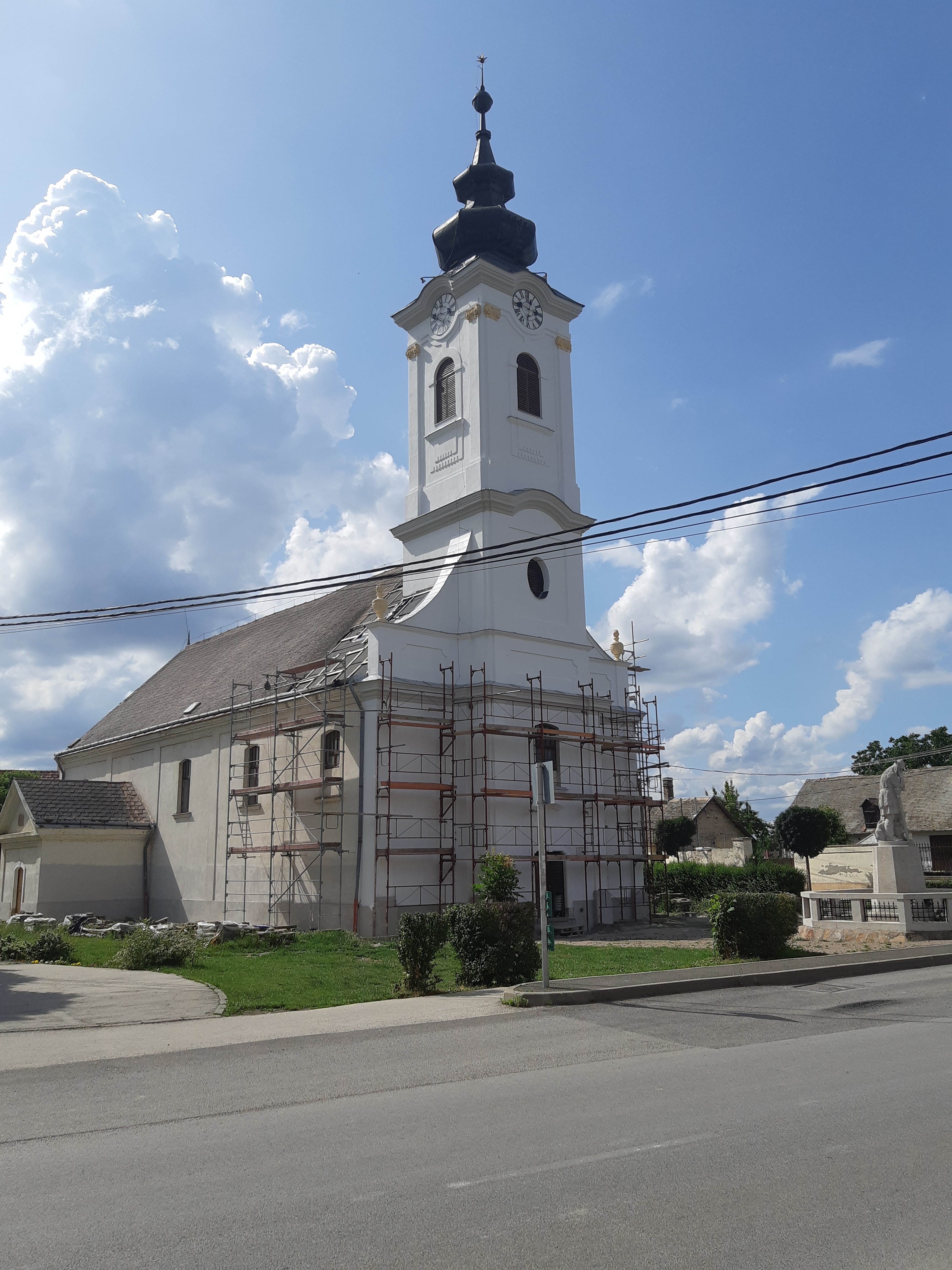
A félkész templom a 2020-as felújítás idején.
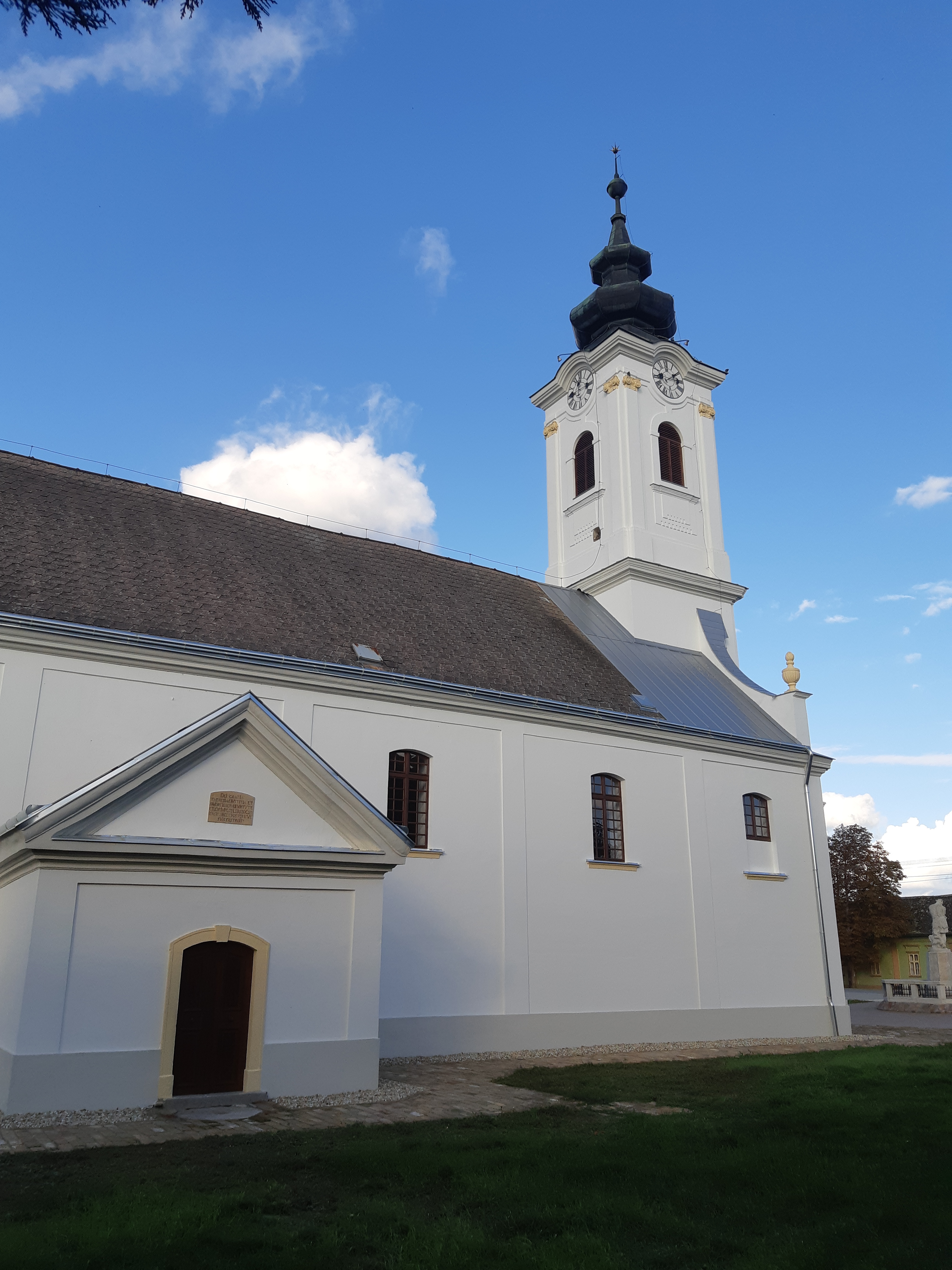
A templom a 2020-as renoválás befejezése után.
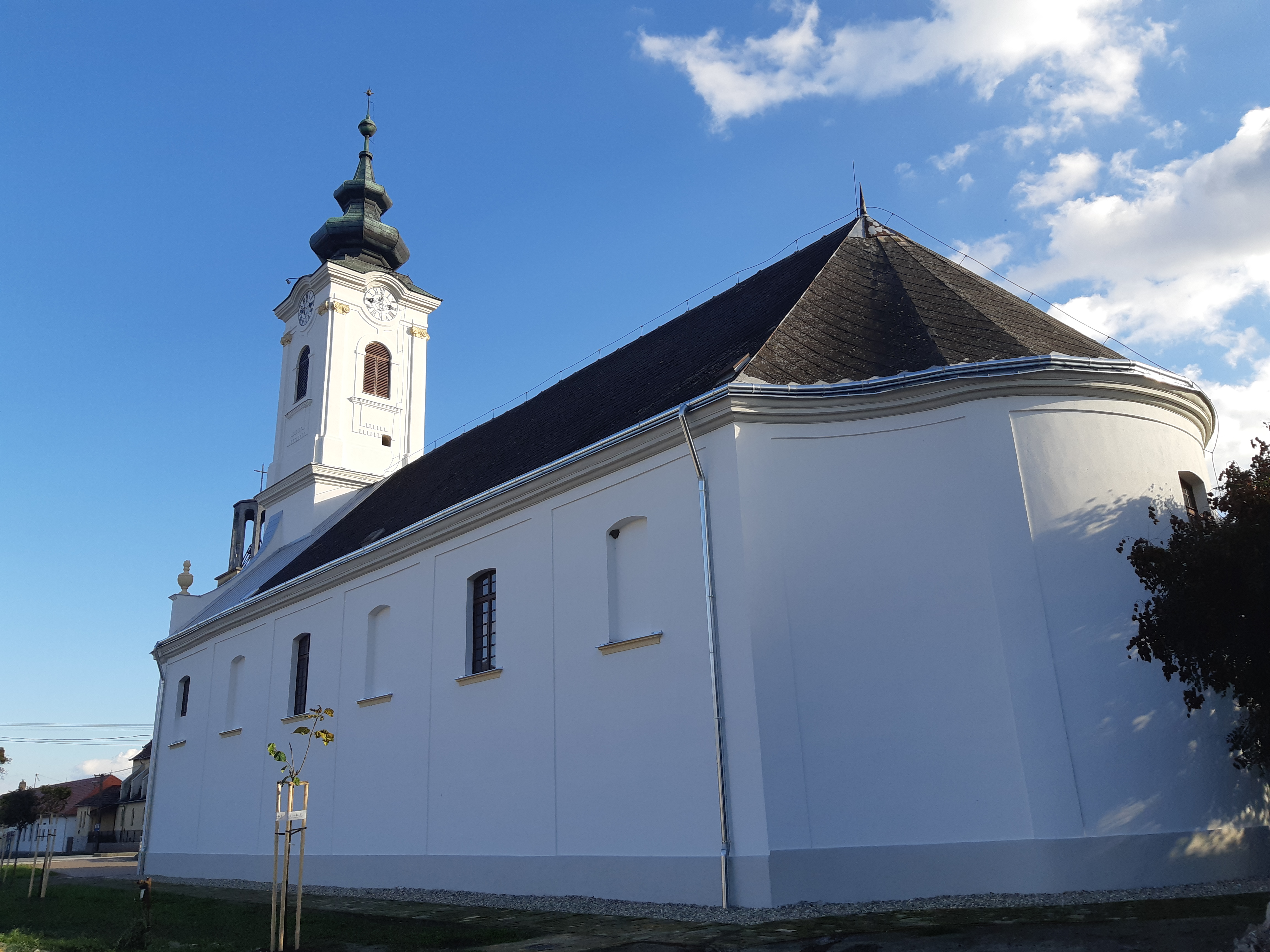
A felújított épület hátulról.